# Championnats d'Europe de BMX
Les championnats d'Europe de BMX (race) (UEC BMX European Championships en anglais) sont des compétitions de BMX organisées par l'Union européenne de cyclisme et faisant concourir des cyclistes issus des pays membres de l'UEC. Au fil des années, le format des championnats d'Europe a évolué. En 2012 et 2013, ils se déroulent sur 12 manches avec un classement par points. À partir de 2014, le championnat se joue sur une épreuve, comme les autres disciplines du cyclisme. Une Coupe d'Europe, reprenant le principe de championnat sur plusieurs manches avec un classement général, est mis en place parallèlement.

## Histoire
Les premiers « Championnats d'Europe de BMX Open » (Open European I.BMX.F. Championship en anglais) ont lieu à Beek en Donk, aux Pays-Bas en 1982. En 1983, ils se déroulent sur deux manches à Birmingham et Dijon. De 1984 à 1991, ils repassent sur une seule manche.
En parallèle se tiennent des Championnats d'Europe organisés par la FIAC jusqu'en 1990.
En 1992, c'est la première année de la Coupe d'Europe (aucun titre officiel de champion n'est décerné) et des championnats d'Europe (qui décernent les titres de champions d'Europe aux 12 ans et plus), en raison de la coopération entre I.BMX.F et la FIAC.
À partir de 1996, seuls six titres de champion d'Europe officiels sont attribués. Toutes les autres catégories en compétition concourent pour le Challenge Européen (pas de titre officiel) disputé en même temps et au même endroit que le dernier week end de championnat. En 1996, I.BMX.F et la FIAC se regroupent au sein de l'UCI. Les champions d'Europe sont élus à l'issue d'un classement général calculé sur plusieurs manches.
En 2014, on revient sur un championnat disputé sur une manche unique.
Depuis 2019, des championnats d'Europe de BMX freestyle sont également organisés.

## Éditions
| Année | Lieu              | Ville              |
| ----- | ----------------- | ------------------ |
| 1982  | Pays-Bas          | Beek en Donk       |
| 1983  | Angleterre France | Birmingham Dijon   |
| 1984  | Angleterre        | Birmingham         |
| 1985  | Espagne           | Palau de Plegamans |
| 1986  | Allemagne         | Weiterstadt        |
| 1987  | Belgique          | Houthalen          |
| 1988  | Pays-Bas          | Slagharen          |
| 1989  | Danemark          | Aalborg            |
| 1990  | Suisse            | Littau             |
| 1991  | Angleterre        | Slough             |
| 1992  | Italie            | Padoue             |
| 1993  | Suède             | Marsta             |
| 1994  | Autriche          | Vienne             |

| Année     | Lieu                                        | Ville                                       |
| --------- | ------------------------------------------- | ------------------------------------------- |
| 1995      | France                                      | Vallet                                      |
| 1996-2013 | Plusieurs manches                           | Plusieurs manches                           |
| 2014      | Danemark                                    | Roskilde                                    |
| 2015      | Pays-Bas                                    | Erp                                         |
| 2016      | Italie                                      | Vérone                                      |
| 2017      | France                                      | Bordeaux                                    |
| 2018      | Écosse                                      | Glasgow                                     |
| 2019      | Lettonie                                    | Valmiera                                    |
| 2020      | Annulé en raison de la pandémie de Covid-19 | Annulé en raison de la pandémie de Covid-19 |
| 2021      | Belgique                                    | Zolder                                      |
| 2022      | Belgique                                    | Dessel                                      |
| 2023      | France                                      | Besançon                                    |
| 2024      | Italie                                      | Vérone                                      |
| 2025      | Lettonie                                    | Valmiera                                    |

## Palmarès épreuves actuelles

### Hommes

#### Course élite
| Année                                           | Champion              | Deuxième             | Troisième             |
| Championnats I.BMX.F. Superclass 20 pouces      |                       |                      |                       |
| 1982                                            | Andy Patterson        | Ronny Croes          | Ludy van der Werff    |
| 1983                                            | Andy Patterson        | Claude Vuillemot     |                       |
| 1984                                            | Tim March             | Trevor Robinson      | Ludy van der Werff    |
| 1985                                            | Leon Walravens        |                      |                       |
| 1986                                            | Pierre van Zuylen     | Xavier Redois        | Jan Hekman            |
| 1987                                            | Éric Minozzi          | Tom Lynch            | Gerard Heuver         |
| 1988                                            | Éric Minozzi          | Xavier Redois        | Franck Chevreton      |
| 1989                                            | Wilco Groenendaal     | Bas de Bever         | Xavier Redois         |
| 1990                                            | Bas de Bever          | Éric Minozzi         | Dale Holmes           |
| Championnats I.BMX.F./FIAC Superclass 20 pouces |                       |                      |                       |
| 1991                                            | Wilco Groenendaal     | Christophe Lévêque   | Bas de Bever          |
| 1992                                            | Wilco Groenendaal     | Bas de Bever         | Jamie Staff           |
| 1993                                            | Christophe Lévêque    | Jamie Staff          | Bas de Bever          |
| 1994                                            | Christophe Lévêque    | Wilco Groenendaal    | Dylan Clayton         |
| 1995                                            | Jamie Staff           |                      |                       |
| Championnats UCI élites                         |                       |                      |                       |
| 1996                                            | Dale Holmes           | Dylan Clayton        | Mark van Leur         |
| 1997                                            | Dale Holmes           | Thomas Allier        | Roy van Leur          |
| 1998                                            | Thomas Allier         | Dylan Clayton        | Florent Boutte        |
| 1999                                            | Robert de Wilde       | Roy van Leur         | Florent Boutte        |
| 2000                                            | Robert de Wilde       | Florent Boutte       | Leiv Ove Nordmark     |
| 2001                                            | Florent Boutte        | Frédéric King        | Ivo Lakučs            |
| 2002                                            | Florent Boutte        | Ivo Lakučs           | Lukáš Tamme           |
| 2003                                            | Ivo Lakučs            | Medhi Remili (es)    | Leiv Ove Nordmark     |
| 2004                                            | Thomas Allier         | Michal Prokop        | Leiv Ove Nordmark     |
| 2005                                            | Thomas Allier         | Ivo Lakučs           | Florent Boutte        |
| 2006                                            | Artūrs Matisons       | Ivo Lakučs           | Artis Žentiņš         |
| 2007                                            | Thomas Allier         | Māris Štrombergs     | Artūrs Matisons       |
| 2008                                            | Māris Štrombergs      | Ivo Lakučs           | Thomas Hamon          |
| 2009                                            | Martijn Scherpen      | Arnaud Dubois        | Roy van den Berg      |
| 2010                                            | Raymon van der Biezen | Thomas Hamon         | Artūrs Matisons       |
| 2011                                            | Joris Daudet          | Edzus Treimanis      | Thomas Hamon          |
| 2012                                            | Edzus Treimanis       | Rihards Veide        | Jordy van der Heijden |
| 2013                                            | Māris Štrombergs      | Edzus Treimanis      | Quentin Caleyron      |
| 2014                                            | Māris Štrombergs      | Romain Mayet         | Martijn Jaspers       |
| 2015                                            | Twan van Gendt        | Niels Bensink        | Quentin Caleyron      |
| 2016                                            | Raymon van der Biezen | David Graf           | Sylvain André         |
| 2017                                            | Joris Daudet          | Twan van Gendt       | Sylvain André         |
| 2018                                            | Kyle Evans            | Kye Whyte            | Sylvain André         |
| 2019                                            | Niek Kimmann          | Twan van Gendt       | Dave van der Burg     |
| 2021                                            | Arthur Pilard         | Mitchel Schotman     | Eddy Clerté           |
| 2022                                            | Kye Whyte             | Cédric Butti         | Eddie Moore           |
| 2023                                            | Niek Kimmann          | Jérémy Rencurel      | Romain Racine         |
| 2024                                            | Arthur Pilard         | Mathis Ragot Richard | Cédric Butti          |
| 2025                                            | Mathis Ragot Richard  | Arthur Pilard        | Sylvain André         |

#### Course moins de 23 ans
| Année | Champion            | Deuxième            | Troisième          |
| 2021  | Cédric Butti        | Stefan Heil         | Nathanaël Dieuaide |
| 2022  | Hugo Marszalek      | Tatyan Lui-Hin-Tsan | Magnus Dyhre       |
| 2023  | Mathis Jacquet      | Filib Steiner       | Matéo Colsenet     |
| 2024  | Alexis Pieczanowsky | Tim Goossens        | Jason Noordam      |
| 2025  | Jason Noordam       | Casper Pipers       | Edgars Langmanis   |

#### Course juniors
| Année     | Champion             | Deuxième             | Troisième          |
| 1998      | Michal Prokop        | Mickaël Deldycke     | Stéphane Renaud    |
| 1999      | Michal Prokop        | Milan Krebs          | Roger Rinderknecht |
| 2000      | Medhi Remili (es)    | Quentin Delescluse   | Grégory Moreira    |
| 2001      | Pablo Gutierrez      | Lawrence Mapp        | Grégory Moreira    |
| 2002      | Artūrs Matisons      | Grégory Moreira      | Henrik Baltzersen  |
| 2003      | Artūrs Matisons      | Arnaud Dubois        | David Gibert       |
| 2004      | Arnaud Dubois        | Artis Žentiņš        | Māris Štrombergs   |
| 2005      | Māris Štrombergs     | Roy van den Berg     | Jérémy Chaffot     |
| 2006      | Martijn Scherpen     | Moana Moo-Caille     | Yvan Lapraz        |
| 2007      | Yvan Lapraz          | Toms Skujins         | Stepan Tumpach     |
| 2008      | Toms Skujins         | Vincent Pelluard     | Jelle van Gorkom   |
| 2009      | Jelle van Gorkom     | André Fosså Aguiluz  | Renaud Blanc       |
| 2010      | Sylvain André        | Aleksander Birkeland | Lorin Martinez     |
| 2011      | Benjamin Janssens    | Thomas Doucet        | Quentin Derom      |
| 2011-2012 | Amidou Mir           | Romain Mahieu        | Julian Schmidt     |
| 2013      | Amidou Mir           | Tore Navrestad       | Niek Kimmann       |
| 2014      | Niek Kimmann         | Kristens Krigers     | Jay Schippers      |
| 2015      | Mathijs Verhoeven    | Koen van der Wijs    | Gauthier Bera      |
| 2016      | Mathis Ragot Richard | Cédric Butti         | Paddy Sharrock     |
| 2017      | Cédric Butti         | Gil Brunner          | Titouan Blanchod   |
| 2018      | Léo Garoyan          | Dylan Gobert         | Hugo Marszalek     |
| 2019      | Ross Cullen          | Ryan Martin          | Hugo Marszalek     |
| 2021      | Tim Goossens         | Matteo Tugnolo       | Jools Melis        |
| 2022      | Marcus Leth          | Mārtiņš Zadraks      | Andrea Fendoni     |
| 2023      | Edgars Langmanis     | Mika Lang            | Baptiste Jupille   |
| 2024      | Evan Oliviera        | Clément Rocherieux   | Mark Lüthi         |
| 2025      | Kristers Apels       | Jesse Wahlberg       | Mark Lüthi         |

### Femmes

#### Course élite
| Année       | Championne             | Deuxième                  | Troisième            |
| 14 ans et + |                        |                           |                      |
| 1982        | Kathy Schachel         | Marjan van Meurs          | Ans Verreijken       |
| 1983        | Monique Franssen       |                           |                      |
| 16 ans et + |                        |                           |                      |
| 1984        | Anita van der Mortel   | Petra van Doorne          | Debie Scott-Webb     |
| 1985        | Monique Franssen       |                           |                      |
| 1986        | Karen Murphy           |                           |                      |
| 1987        | Sarah Jane Nichols     |                           |                      |
| 1988        | Melanie van Deene      |                           |                      |
| 1989        | Anita van der Mortel   |                           |                      |
| 17 ans et + |                        |                           |                      |
| 1990        | Wendy Dekker           | Melanie van Deene         |                      |
| 18 ans et + |                        |                           |                      |
| 1991        | Wendy Dekker           |                           |                      |
| 1992        | Corine Dorland         | Christelle Le Saout       | Tina Madsen          |
| 1993        | Corine Dorland         |                           |                      |
| 1994        | Karien Gubbels         | Christelle Le Saout       | Tina Madsen          |
| 1995        | Corine Dorland         |                           |                      |
| Élites      |                        |                           |                      |
| 1996        | Kerstin Munski         | Tina Madsen               | Astrid Delescluse    |
| 1997        | Karien Gubbels         | Natascha Massop           | Kerstin Munski       |
| 1998        | Kerstin Munski         | Karien Gubbels            | Audrey Pichol        |
| 1999        | Ellen Bollansee        | Dagmara Poláková          | Tatjana Schocher     |
| 2000        | Ellen Bollansee        | Karine Chambonneau        | Dagmara Poláková     |
| 2001        | Karine Chambonneau     | Aurélia Don               | Dagmara Poláková     |
| 2002        | Héléna Aubry           | Dagmara Poláková          | Jana Horáková        |
| 2003        | Jana Horáková          | Dagmara Poláková          | Willy Kanis          |
| 2004        | Willy Kanis            | Jana Horáková             | Lydia Faure          |
| 2005        | Laëtitia Le Corguillé  | Aneta Hladíková           | Willy Kanis          |
| 2006        | Laëtitia Le Corguillé  | Jana Horáková             | Cécile Lazzarotto    |
| 2007        | Anne-Caroline Chausson | Aneta Hladíková           | Willy Kanis          |
| 2008        | Laëtitia Le Corguillé  | Anne-Caroline Chausson    | Magalie Pottier      |
| 2009        | Eva Ailloud            | Laëtitia Le Corguillé     | Manon Valentino      |
| 2010        | Lieke Klaus            | Aneta Hladíková           | Eva Ailloud          |
| 2011        | Manon Valentino        | Magalie Pottier           | Jana Horáková        |
| 2012        | Eva Ailloud            | Jana Horáková             | Aneta Hladikova      |
| 2013        | Manon Valentino        | Vilma Rimšaitė            | Elke Vanhoof         |
| 2014        | Laura Smulders         | Manon Valentino           | Simone Christensen   |
| 2015        | Elke Vanhoof           | Simone Christensen        | Laura Smulders       |
| 2016        | Sarah Sailer           | Marine Lacoste            | Sandra Aleksejeva    |
| 2017        | Laura Smulders         | Elke Vanhoof              | Simone Christensen   |
| 2018        | Laura Smulders         | Simone Christensen        | Yaroslava Bondarenko |
| 2019        | Laura Smulders         | Judy Baauw                | Simone Christensen   |
| 2021        | Zoé Claessens          | Manon Valentino           | Tessa Martinez       |
| 2022        | Bethany Shriever       | Elke Vanhoof              | Camille Maire        |
| 2023        | Zoé Claessens          | Malene Kejlstrup Sørensen | Merel Smulders       |
| 2024        | Zoé Claessens          | Laura Smulders            | Nadine Aeberhard     |
| 2025        | Bethany Shriever       | Merel Smulders            | Laura Smulders       |

#### Course moins de 23 ans
| Année | Championne                | Deuxième         | Troisième         |
| 2021  | Nadine Aeberhard          | Indy Scheepers   | Eliška Bartůňková |
| 2022  | Malene Kejlstrup Sørensen | Thalya Burford   | Nadine Aeberhard  |
| 2023  | Nadine Aeberhard          | Tessa Martinez   | Michelle Wissing  |
| 2024  | Veronika Stūriška         | Emily Hutt       | Sabina Košárková  |
| 2025  | Veronika Stūriška         | Michelle Wissing | Sabina Košárková  |

#### Course juniors
| Année     | Championne            | Deuxième           | Troisième          |
| 1998      | Ellen Bollansee       | Dagmara Poláková   | Rianne Busschers   |
| 1999      | Élodie Ajinça         | Simone Dür         | Danielle Visser    |
| 2000      | Rachel Galindo        | Danielle Visser    | Vilma Rimsaité     |
| 2001      | Héléna Aubry          | Jana Horáková      | Lydia Faure        |
| 2002      | Willy Kanis           | Aneta Hladíková    | Cyrielle Convert   |
| 2003      | Cyrielle Convert      | Blandine Cottereau | Frédérique Griffet |
| 2004      | Laëtitia Le Corguillé | Blandine Cottereau | Natalja Busschers  |
| 2005      | Mélanie Pelurson      | Shanaze Reade      | Adelaïde Rey       |
| 2006      | Shanaze Reade         | Lieke Klaus        | Romana Labounková  |
| 2007      | Magalie Pottier       | Romana Labounková  | Joyce Seesing      |
| 2008      | Eva Ailloud           | Manon Valentino    | Joyce Seesing      |
| 2009      | Maartje Hereijgers    | Merle van Benthem  | Elke Vanhoof       |
| 2010      | Laura Smulders        | Maartje Hereijgers | Merle van Benthem  |
| 2011      | Elis Ligtlee          | Laura Smulders     | Simone Christensen |
| 2011-2012 | Live Andrea Mikkelsen | Simone Christensen | Nadja Pries        |
| 2013      | Sarah Sailer          | Mathilde Doudoux   | Mélanie Grün       |
| 2014      | Sandie Thibaut        | Mathilde Doudoux   | Viviana van Hees   |
| 2015      | Axelle Étienne        | Ruby Huisman       | Louanne Juillerat  |
| 2016      | Merel Smulders        | Natalia Afremova   | Mathilde Hugot     |
| 2017      | Blaine Ridge-Davis    | Vineta Pētersone   | Vanesa Buldinska   |
| 2018      | Indy Scheepers        | Eliška Bartůňková  | Charlotte Morot    |
| 2019      | Zoé Claessens         | Viktória Vašková   | Ellie Featherstone |
| 2021      | Mariane Beltrando     | Thalya Burford     | Marie Favrel       |
| 2022      | Renske van Santvoort  | Emily Hutt         | Aiko Gommers       |
| 2023      | Laura Mougey          | Veronika Stūriška  | Betsy Bax          |
| 2024      | Anaïs Garnier         | Carla Gómez García | Méline Videlo      |
| 2025      | Freia Challis         | Elsa Rendall Todd  | Lola De Oliveira   |

## Palmarès anciennes épreuves

### Hommes

#### Expert 16 ans et plus
| Année | Champion       | Deuxième       | Troisième       |
| 1982  | Andy Patterson | Leon Walravens | Addy van de Ven |
| 1983  | Tim March      |                |                 |

#### Superclass 24 pouces
| Année | Champion           | Deuxième      | Troisième        |
| 1985  | Gary Llewelyn      |               |                  |
| 1986  | Pierre van Zuylen  |               |                  |
| 1987  | Éric Minozzi       | Kris Wouters  | Gerard Heuver    |
| 1988  | Bas de Bever       | Éric Minozzi  | Franck Chevreton |
| 1989  | Bas de Bever       | David Kastler |                  |
| 1990  | Éric Minozzi       | Bas de Bever  | Dale Holmes      |
| 1991  | Christophe Lévêque | Bas de Bever  | Rob Bulten       |
| 1992  | Bas de Bever       | Rodric Neri   | Jamie Staff      |
| 1993  | Christophe Lévêque | Bas de Bever  | Dale Holmes      |
| 1994  | Bas de Bever       | Dale Holmes   | Dylan Clayton    |

#### Cruiser
| Année | Champion           | Deuxième                | Troisième              |
| 1996  | Denis Labigang     |                         |                        |
| 1997  | Dennis Wissink     |                         |                        |
| 1998  | Thierry Fouilleul  |                         |                        |
| 1999  | Carmine Falco      | Sébastien Paradis       | Thierry Fouilleul      |
| 2000  | Florent Boutte     | Sébastien Paradis       | Joost Wichman          |
| 2001  | Dennis Wissink     | Thierry Fouilleul       | Michal Prokop          |
| 2002  | Dennis Wissink     | Thierry Fouilleul       | Lukáš Tamme            |
| 2003  | Roger Rinderknecht | Jean-Christophe Tricard | Joost Wichman          |
| 2004  | Michal Prokop      | Pieter Does             | Clément Doby           |
| 2005  | Jérôme Léocadie    |                         |                        |
| 2006  | Sander Bisseling   | Damien Godet            | Rob van den Wildenberg |
| 2007  | Martijn Scherpen   | Sifiso Nhlapo           | Rob van den Wildenberg |
| 2008  | Thomas Hamon       | Moana Moo-Caille        | Micael Cesar           |

#### Cruiser juniors
| Année | Champion               | Deuxième           | Troisième          |
| 1999  | Rob van den Wildenberg | Maurice Wevers     | Anthony Escudero   |
| 2000  | Medhi Remili (es)      | Quentin Delescluse | Grégory Moreira    |
| 2001  | Grégory Moreira        | Janis Pells        | Karl Mougel        |
| 2002  | Pablo Gutierrez        | Artūrs Matisons    | Sander Bisseling   |
| 2003  | Artūrs Matisons        | David Gibert       | Thomas Hamon       |
| 2004  | Thomas Hamon           | Micael Cesar       | Ewoud Stam         |
| 2005  | résultats inconnus     |                    |                    |
| 2006  | Jordy van der Heijden  | Nicolas Barraud    | Liam Phillips      |
| 2007  | Vincent Pelluard       | Rémi Riccardi      | Robin van der Kolk |
| 2008  | Joris Daudet           | Jelle van Gorkom   | Renaud Blanc       |

#### Contre-la-montre
| Année | Champion      | Deuxième     | Troisième  |
| 2016  | Romain Mahieu | Damien Godet | David Graf |

#### Contre-la-montre par équipes
| Année | Vainqueur                                        | Deuxième                                                 | Troisième                                                    |
| 2021  | France Léo Garoyan Dylan Gobert Arthur Pilard    | Belgique Thibaut Stoffels Wannes Magdelijns Jools Melis  | Russie Aleksandr Katyshev Evgeny Kleshchenko Boris Ponomarev |
| 2022  | France Léo Garoyan Dylan Gobert Arthur Pilard    | Italie Giacomo Fantoni Martti Sciortino Giacomo Gargagli | Allemagne Stefan Heil Julian Schmidt Kay Stindl              |
| 2023  | Pays-Bas Niek Kimmann Jay Schippers Jaymio Brink | France Léo Garoyan Corentin Dubois Romain Racine         | Suisse Cédric Butti Loris Aeberhard Filib Steiner            |

### Femmes

#### Cruiser
| Année     | Championne            | Deuxième              | Troisième         |
| 2003      | Jana Horáková         | Vilma Rimsaite        | Malika Fallot     |
| 2004-2005 | résultats inconnus    |                       |                   |
| 2006      | Laëtitia Le Corguillé | Aneta Hladíková       | Cécile Lazzarotto |
| 2007      | Cyrielle Convert      | Laëtitia Le Corguillé | Vilma Rimsaite    |
| 2008      | Cyrielle Convert      | Amélie Despeaux       | Magalie Pottier   |

#### Cruiser juniors
| Année | Championne        | Deuxième          | Troisième       |
| 2006  | Romana Labounková | Magalie Pottier   | Simone de Wan   |
| 2007  | Magalie Pottier   | Romana Labounková | Eva Ailloud     |
| 2008  | Joyce Seesing     | Eva Ailloud       | Manon Valentino |

#### Contre-la-montre
| Année | Championne     | Deuxième         | Troisième            |
| 2016  | Merel Smulders | Bethany Shriever | Yaroslava Bondarenko |

#### Contre-la-montre par équipes
| Année | Vainqueur                                            | Deuxième                                          | Troisième                                                 |
| 2021  | France Léa Brindjonc Tessa Martinez Camille Maire    | Belgique Elke Vanhoof Aiko Gommers Robyn Gommers  | Espagne Griselda Artigas Adriana Domínguez Mariona Calvis |
| 2022  | France Léa Brindjonc Mathilde Doudoux Camille Maire  | Belgique Elke Vanhoof Aiko Gommers Valerie Vossen | Lettonie Vineta Pētersone Veronika Stūriška Līva Glāzere  |
| 2023  | Suisse Zoé Claessens Thalya Burford Nadine Aeberhard | France Léa Brindjonc Tessa Martinez Zoé Hapka     | Pays-Bas Merel Smulders Manon Veenstra Michelle Wissing   |